# Ruszoly József
Ruszoly József (Bagamér, 1940. március 22. – Szeged, 2017. szeptember 24.) magyar jogtudós, jogtörténész, egyetemi tanár, professor emeritus.

## Életpályája
Az érettségit követően, valamint egy nyertes OKTV történelmi pályadíjjal jelentkezett a József Attila Tudományegyetem állam- és jogtudományi karára, ahol 1964-ben aranygyűrűvel (Sub auspiciis Rei Publicae Popularis) avatták doktorrá. 
1963 és 2005 között dolgozott a Jogtörténeti Tanszéken, melynek vezetője lett 1981-ben. Kristó Gyula sorozatszerkesztője volt a Szeged története nagymonográfiának, melyben létrehozásában szintén részt vett.
Az 1960-as években a Tiszatáj c. folyóiratban rendszeresen jelentek meg írásai. A Szeged c. lapban is publikált, valamint szerkesztőségi tagja volt a Szegedi Műhely c. folyóiratnak.
1986-ban szerezte meg az akadémiai (MTA) doktori fokozatot, melynek tárgya az 1848:V. tc. teljes körű elemzése volt.
1995–2000 közt a KLTE Jogtörténeti és Jogbölcseleti Tanszék vezetője volt.
1999–2002 között a Magyar Tudományos Akadémia Jogtörténeti Albizottságának elnöke volt, mely grémium 2005. június 30-án örökös tiszteletbeli tagjává választotta.

## Főbb művei
- A választási bíráskodás Magyarországon a két nemzetgyűlés idején. 1920–1926; Szegedi Ny., Szeged, 1968 (Acta Universitatis Szegediensis de Attila József nominatae Acta juridica et politica)
- Alkotmányjogi reformtörekvések az első nemzetgyűlés idején; Szegedi Ny., Szeged, 1974 (Acta Universitatis Szegediensis de Attila József nominatae Acta juridica et politica)
- A választási bíráskodás története Európában; Szegedi Ny., Szeged, 1975 (Acta Universitatis Szegediensis de Attila József nominatae Acta juridica et politica)
- A választási bíráskodás szabályozásának története hazánkban a reformkortól az 1945. évi VIII. tc. megalkotásáig; JATE, Szeged, 1979 (Acta juridica et politica)
- A választási bíráskodás Magyarországon. 1848–1948; Közgazdasági és Jogi, Budapest, 1980
- A népképviseleti önkormányzat szegedi történetéhez, 1848–1871; JATE, Szeged, 1982 (Acta juridica et politica)
- A szegedi népképviseleti közgyűlés, 1848–1871; Somogyi Könyvtár, Szeged, 1984 (Szeged múltjából)
- Szeged megyétől Nagy-Szegedig; Móra Múzeum, Szeged, 1987 (Szeged művelődéstörténetéből)
- Alkotmány, választójog és választási rendszer a Német Szövetség tagállamaiban, 1815–1848; JATE, Szeged, 1989 (A József Attila Tudományegyetem Jogtörténeti Tanszékének tansegédletei)
- Alkotmánytörténeti tanulmányok; JATE, Szeged, 1991–1993 (A József Attila Tudományegyetem Jogtörténeti Tanszékének tansegédletei)
  - 1. Rendiség és népképviselet; 1991
  - 2. A választási bíráskodás közjogi bíráskodás; 1992
  - 3. Önkormányzat és hagyomány; 1993
- Három borsodi örökhagyó. Palóczy László, Szemere Bertalan, Zsedényi Béla. Tanulmányok és dokumentumok; Felsőmagyarország, Miskolc, 1992
- Dettre János és kora; Somogyi Könyvtár, Szeged, 1994 (Szegedi arcélek)
- Tíz tanulmány a jog- és alkotmánytörténet köréből; JATE Press, Szeged, 1995 (A József Attila Tudományegyetem Jogtörténeti Tanszékének tansegédletei)
- Európa jogtörténete. Az "újabb magánjogtörténet" Közép- és Nyugat-Európában; Püski, Budapest, 1996 (A József Attila Tudományegyetem Jogtörténeti Tanszékének tansegédletei)
- Alkotmány és hagyomány. Újabb jog- és alkotmánytörténeti tanulmányok; JATE Press, Szeged, 1997
- Költőnk és joga. Írások Ady Endre életéhez és korához; JATE ÁJK Tudományos Bizottsága, Szeged, 1998 (Acta juridica et politica)
- Országgyűlési képviselő-választások Magyarországon, 1861–1868. Az 1848. évi pozsonyi V. és kolozsvári II. törvénycikkek gyakorlata kormányhatósági és hazai helyhatósági levéltári források alapján; JATE ÁJK Tudományos Bizottsága, Szeged, 1999 (Acta juridica et politica)
- A város és polgára. Válogatott írások Szegedről; Somogyi Könyvtár, Szeged, 1999 (Szeged múltjából)
- Az országgyűlési népképviselet hazai kezdetei, 1848–1874; Püski, Budapest, 1999;  Pólay Elemér Alapítvány, Szeged, 2013– (Jogtörténeti tár)
  - 2. könyv. Országgyűlési képviselő-választások Magyarországon, 1861–1868. Az 1848. évi pozsonyi V. és kolozsvári II. törvénycikkek gyakorlata kormányhatósági és hazai helyhatósági levéltári források alapján; 1999
  - 3. könyv. Országgyűlési képviselő-választások Magyarországon, 1869–1874. Az 1848. évi pozsonyi V. és kolozsvári II. törvénycikkek gyakorlatához hazai levéltári források alapján; 2013
  - 4. könyv. Választójog és választási rendszer Magyarországon. Tizenegy tanulmány 1848-iki törvényeink gyakorlatához; 2016
- Újabb magyar alkotmánytörténet, 1848–1949. Válogatott tanulmányok; Püski, Budapest, 2002 (A Szegedi Tudományegyetem Jogtörténeti Tanszékének tansegédletei)
- Máig érő alkotmánytörténelem. Írások és interjúk; Bába, Szeged, 2002
- Az országgyűlési népképviselet kezdetei Bihar vármegyében. Két tanulmány; SZTE ÁJK Tudományos Bizottsága, Szeged, 2002 (Acta juridica et politica)
- Szeged szabad királyi város törvényhatósága, 1872–1944; Csongrád Megyei Levéltár, Szeged, 2004 (Tanulmányok Csongrád megye történetéből)
- Európa alkotmánytörténete. Előadások és tanulmányok középkori és újkori intézményekről; Püski, Budapest, 2005 (A Szegedi Tudományegyetem Jogtörténeti Tanszékének tansegédletei)
- Bagamér múltjából. Válogatott közlemények; Bagaméri Kör, Bagamér, 2006 (A Bagaméri krónika könyvei)
- "és így is a mi korunk". Írások és források Magyarország alkotmánytörténetéhez, 1944–1949; Püski, Budapest, 2006
- Beiträge zur neueren Verfassungsgeschichte. Ungarn und Europa; Gondolat, Budapest, 2009 (Ungarische Rechtshistoriker)
- Európai jog- és alkotmánytörténelem; Pólay Elemér Alapítvány, Szeged, 2011 (Opera iurisprudentiae)
- A választási bíráskodás története Magyarországon; Pólay Elemér Alapítvány, Szeged, 2015 (Jogtörténeti tár)
- Európai jog- és alkotmánytörténelem; 2. jav. utánny. Pólay Elemér Alapítvány, Iurisperitus, Szeged, 2016 (Opera iurisprudentiae)
- Község és közönség. Bagamér nagyközség képviselő-testülete a Horthy-korszakban; SZTE ÁJK Bónis György Szeminárium, Szeged, 2016 (Báthori-kiadványok)

## Díjai, kitüntetései, elismerései
- 1972 – Az oktatásügy kiváló dolgozója
- 1998 – A tudományért
- 2000 – A magyar felsőoktatásért
- 2003 – Szent-Györgyi Albert-díj
- 2005 – Bagamér nagyközség díszpolgára
- 2006 – Debreceni Egyetem díszdoktora Doctor Honoris Causa
- 2008 – Klebelsberg Kuno-díj
- 2016 – MTA Iuris Consulto Excellentissimo-díj